# 跳动量
跳动量是指在一个交易期间内，价格变动的次数。例如：在一分钟的交易时间内，证券价格先后经过1.10、1.30、1.20，则在这段时间内的跳动量为2。